# Polska na Zimowych Igrzyskach Olimpijskich 1980
Polskę na Zimowych Igrzyskach Olimpijskich 1980 reprezentowało 30 zawodników w 5 dyscyplinach.
| Sportowcy | złoto | srebro | brąz | 4 m. | 5 m. | 6 m. | 7 m. | 8 m. | Punkty |
| --------- | ----- | ------ | ---- | ---- | ---- | ---- | ---- | ---- | ------ |
| 30        | –     | –      | –    | –    | 2    | 1    | 1    | –    | 13     |

## Występy Polaków

### Hokej na lodzie
- Henryk Wojtynek, Paweł Łukaszka, Henryk Gruth, Ludwik Synowiec, Jerzy Potz, Henryk Janiszewski, Andrzej Ujwary, Andrzej Janczy, Marek Marcińczak, Bogdan Dziubiński, Leszek Kokoszka, Stefan Chowaniec, Wiesław Jobczyk, Andrzej Małysiak, Andrzej Zabawa, Tadeusz Obłój, Stanisław Klocek, Henryk Pytel, Leszek Jachna, Dariusz Sikora – 7.-8. miejsce

### Łyżwiarstwo szybkie
- Erwina Ryś-Ferens – 500 m, 11. miejsce; 1000 m, 16. miejsce; 1500 m, 17. miejsce; 3000 m, 5. miejsce
- Jan Józwik – 500 m, 9. miejsce; 1000 m, 13. miejsce

### Narciarstwo klasyczne
- Józef Łuszczek – bieg na 15 km, 6. miejsce; bieg na 30 km, 5. miejsce; bieg na 50 km, 17. miejsce
- Jan Legierski – kombinacja norweska, 10. miejsce
- Józef Pawlusiak – kombinacja norweska, 17. miejsce
- Kazimierz Długopolski – kombinacja norweska, 24. miejsce
- Stanisław Kawulok – kombinacja norweska, 26. miejsce
- Stanisław Bobak – skoki narciarskie skocznia średnia, 10. miejsce; skoki narciarskie, skocznia duża, 22. miejsce
- Stanisław Pawlusiak – skoki narciarskie skocznia średnia, 40. miejsce; skoki narciarskie, skocznia duża, 43. miejsce
- Piotr Fijas – skoki narciarskie skocznia średnia, 47. miejsce; skoki narciarskie, skocznia duża, 14. miejsce